# Centro germinativo
Centro germinativo é o centro ativado de um folículo linfoide, no qual os linfócitos B são estimulados por antígenos e linfócitos T auxiliares a gerar células de memória.